# 第44屆七大工業國組織會議
第44屆七大工業國組織會議（英語：44th G7 Summit）于2018年6月8日到6月9日在加拿大魁北克省拉马巴克举行，是加拿大自1981年来第六次举办会议。
2014年3月，七国集团宣布目前和俄罗斯在八国集团的框架内举行有意义的会谈是不可能的，便从那时起以七国集团程序继续会议。而在本届会议首日，美国公布了让俄罗斯回归的想法，不久后得到意大利的支持。
会议备受瞩目的焦点是各会员国和美国关系的恶化。因此，法国及部分成员国的媒体称本届峰会是“6+1集团峰会”，意味着美国因最近发生的事件遭到孤立。

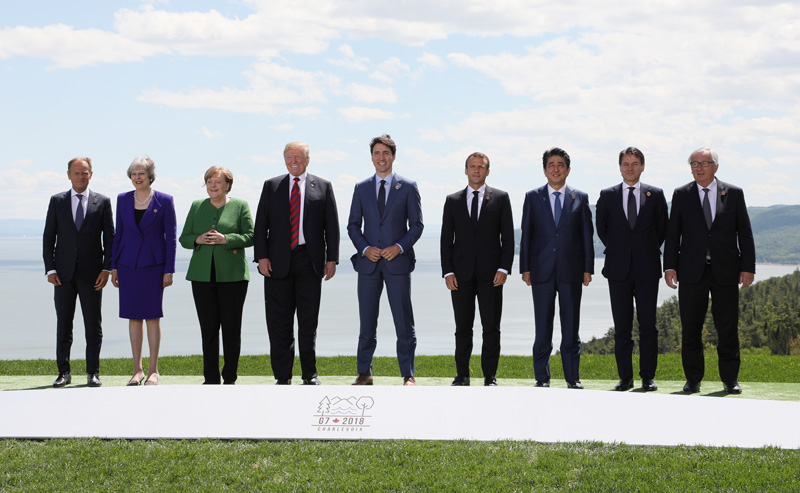
七国集团领导人合影

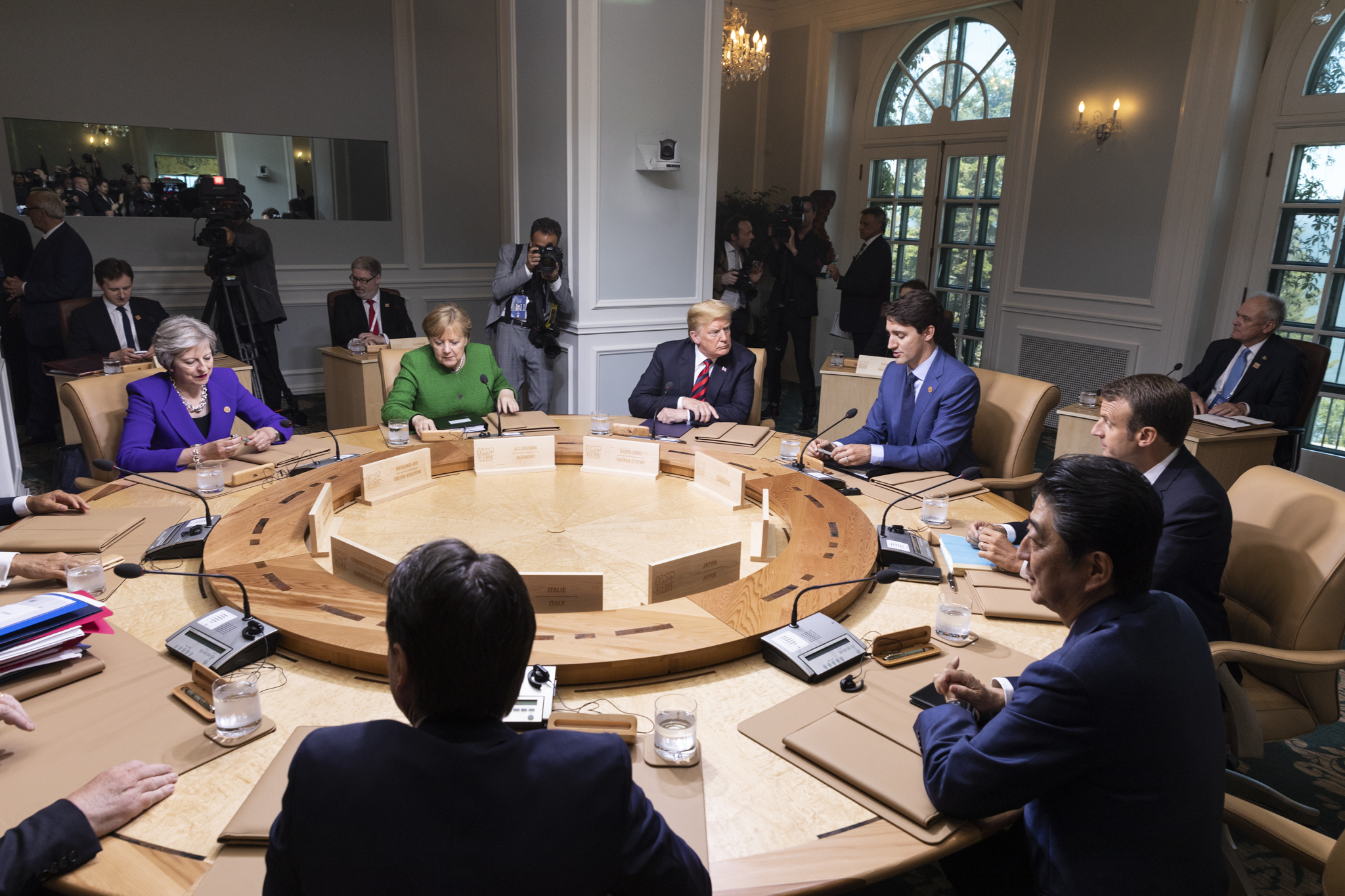
工作会议

## 背景
会议主办地是风景优美、保密条件高的加拿大魁北克省拉马巴克美娜丽莎饭店举行，是自1981年以来魁北克省首次举办八国集团峰会。拉马巴克昔日是美国总统的度假小镇。准备工作需要耗费4.65亿美元，工作包括高速网络服务、新的通讯塔站和安全栅栏。不列颠哥伦比亚基隆拿也被考虑为主办地。
2017年5月，加拿大总理贾斯汀·特鲁多表示他希望“展示加拿大在国内和国际上先进的地方，扩大中产阶段、推进性别平等、对抗气候变化并推动对多样性和包容性的尊重”。7月，自2012年来担任加拿大七国集团会议向导的彼得·贝姆或任命为峰会副部长兼总理个人代表。12月，特鲁多公布峰会标志及五大关键主题。
2018年6月8日，美国总统唐纳德·特朗普提出要恢复八国集团，意大利总理朱塞佩·孔特表示支持。

## 议程
“对每个人都起到作用的经济增长”，又称“公平增长”，法语“Croissance Équitable”，扎根于教宗通谕《新事》，对法国的经济增长和魁北克的制定者，包括皮埃尔·特鲁多和蒙特利尔大学的校友产生了深远的影响。该理论指出，政府和机构投资者在做出投资决策时，必须始终考虑到员工的最佳利益，包括体面的工资和养老金福利。参与其中的由员工提名的退休金委员会成员有望为公平投资理念的发展作出贡献，从而推动这种经济方式。
加拿大和法国的思想领袖利用现代化、定量的管理工具强调了在所有经济范畴内实现真正性别平等的需要，帮助精确测量性别薪酬差距，从而在企业和政府层面修正政策措施。峰会开始前几个星期在巴黎、蒙特利尔和多伦多举办的筹备会议中，加拿大和欧洲社會保障基金和政治制定者一致同意提高所有资产类别中的妇女权利和其他“相关社会参数”的进程中，有必要强化并承担更多的责任。在这一方面，加拿大总理贾斯汀·特鲁多预计宣布一项独特的七国集团可持续性倡议，专门聚焦全球资本市场的性别多样化。
世界养老金和投资论坛经济学家Nicolas J. Firzli认为，尽管美国撤出巴黎协定，七国集团推动的国际共识建设进程，让可能倾向于重新合作，以实现可持续发展目标，这归功于贾斯汀·特鲁多的多边主义方针，以及美国和加拿大机构投资者对环境、社会和公司治理知情投资政策的迅速转变。

## 与会领导人

### 參與者

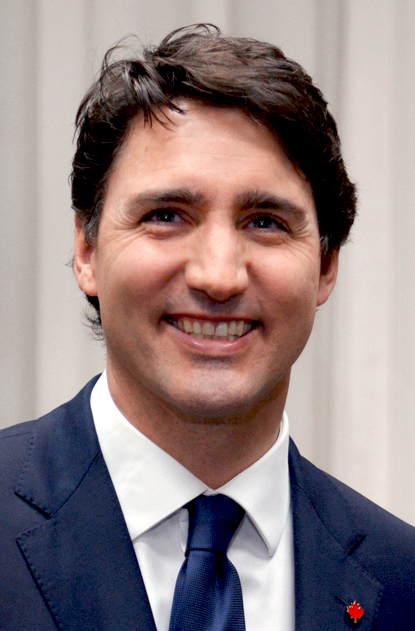
加拿大 总理賈斯汀·杜魯多（东道主）
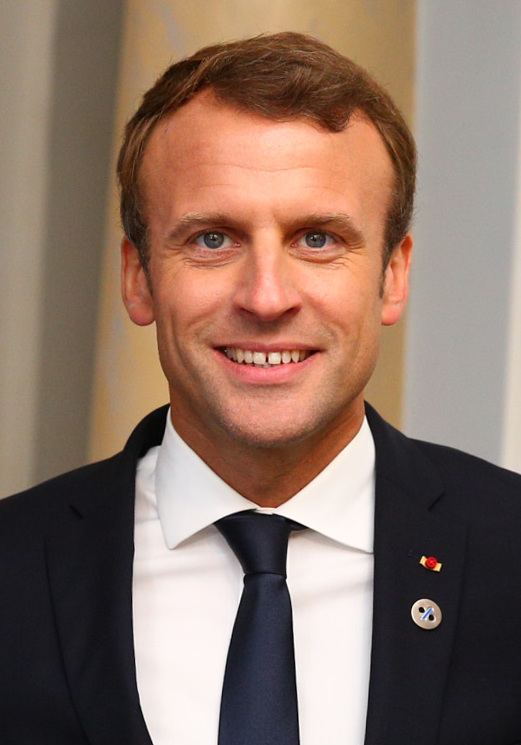
法国 总统埃马纽埃尔·马克龙
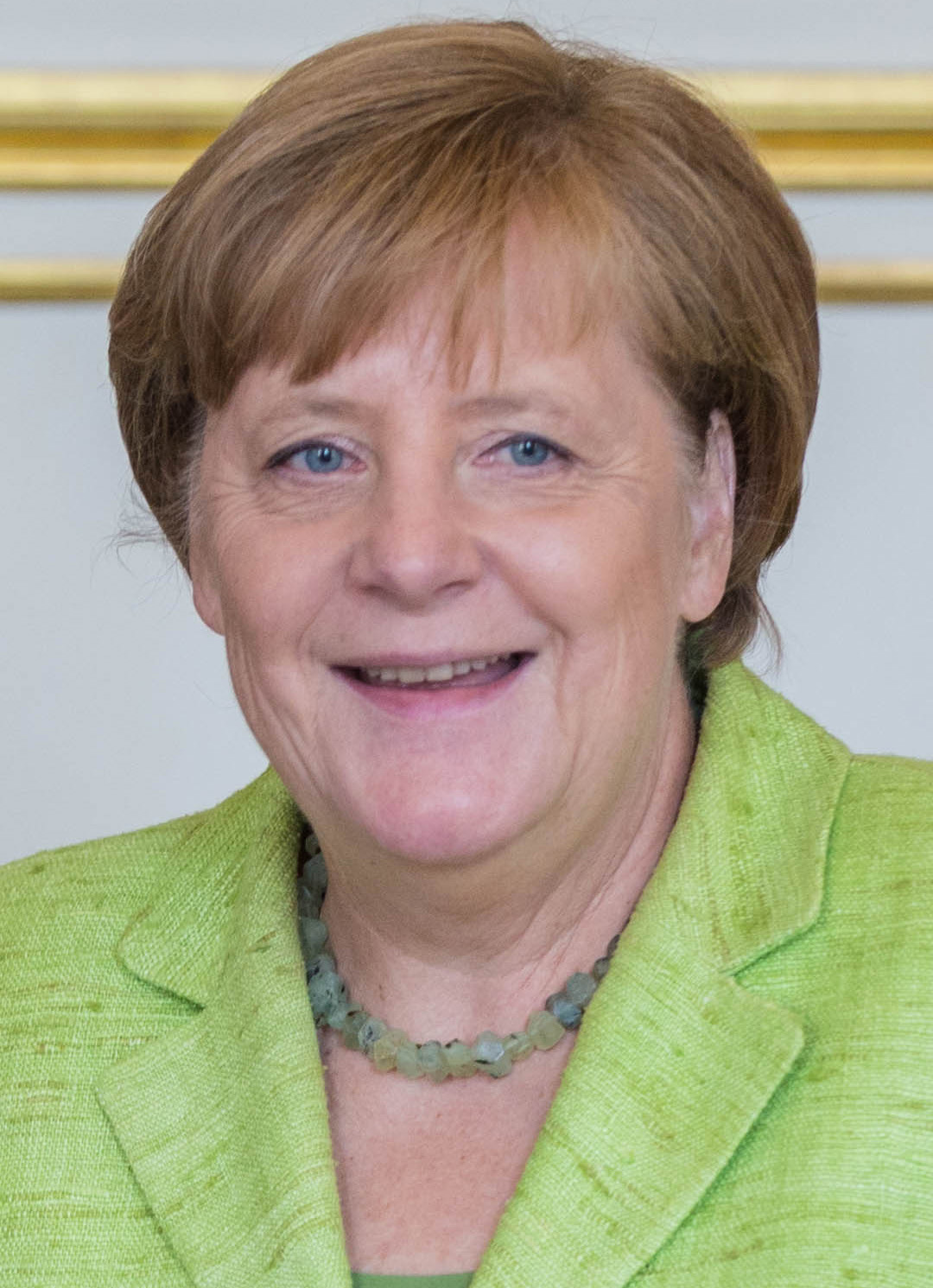
GER 總理安格拉·梅克爾
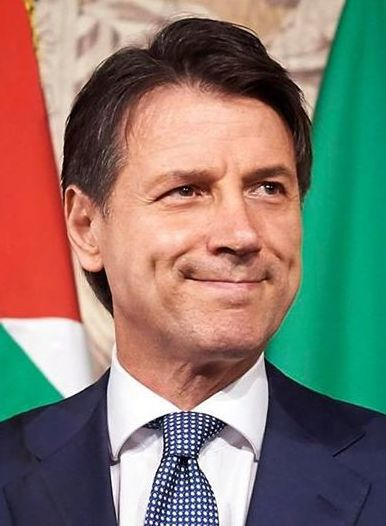
ITA 总理朱塞佩·孔特
Japan 首相安倍晋三
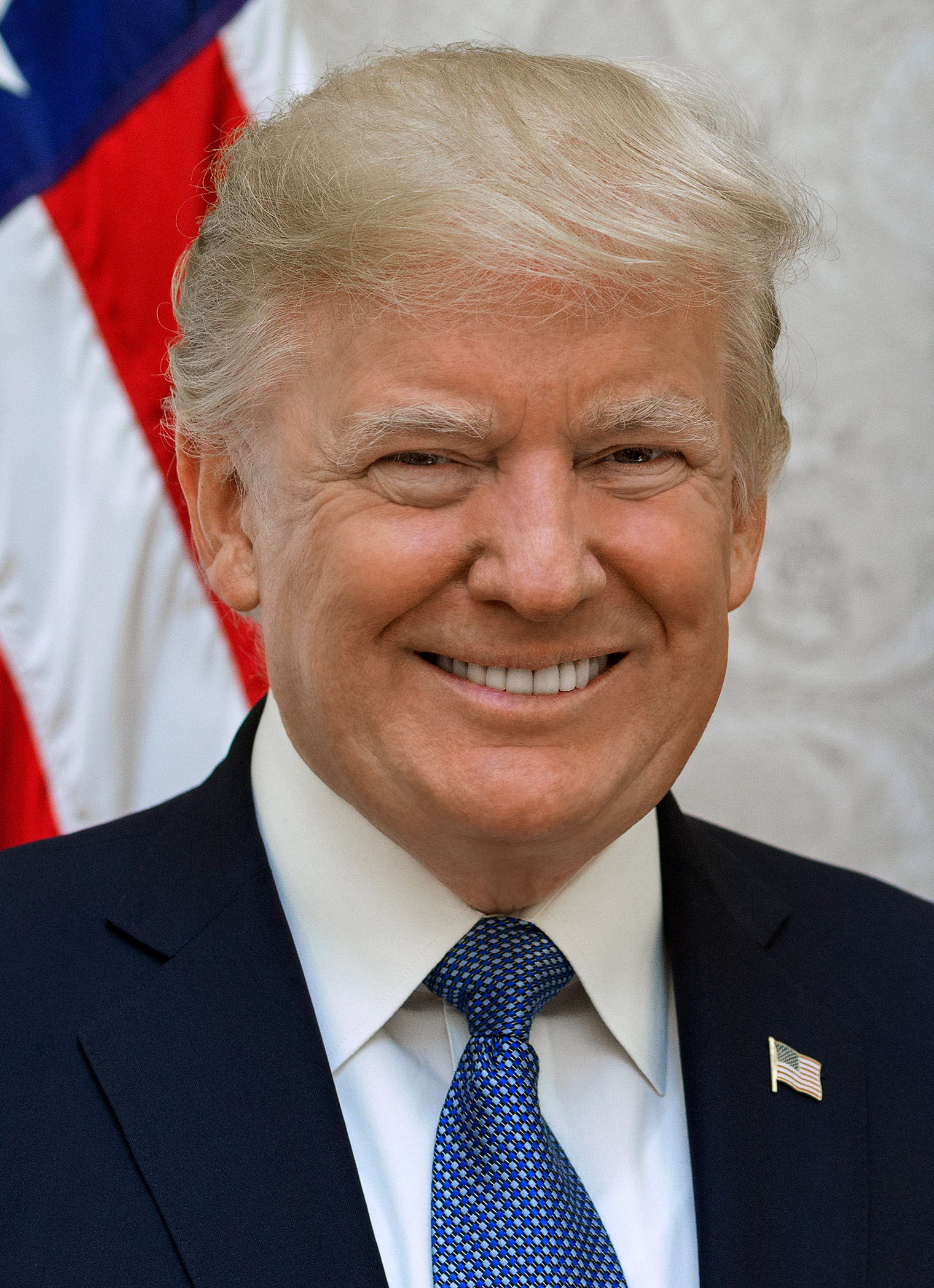
USA 美国总统唐納·川普

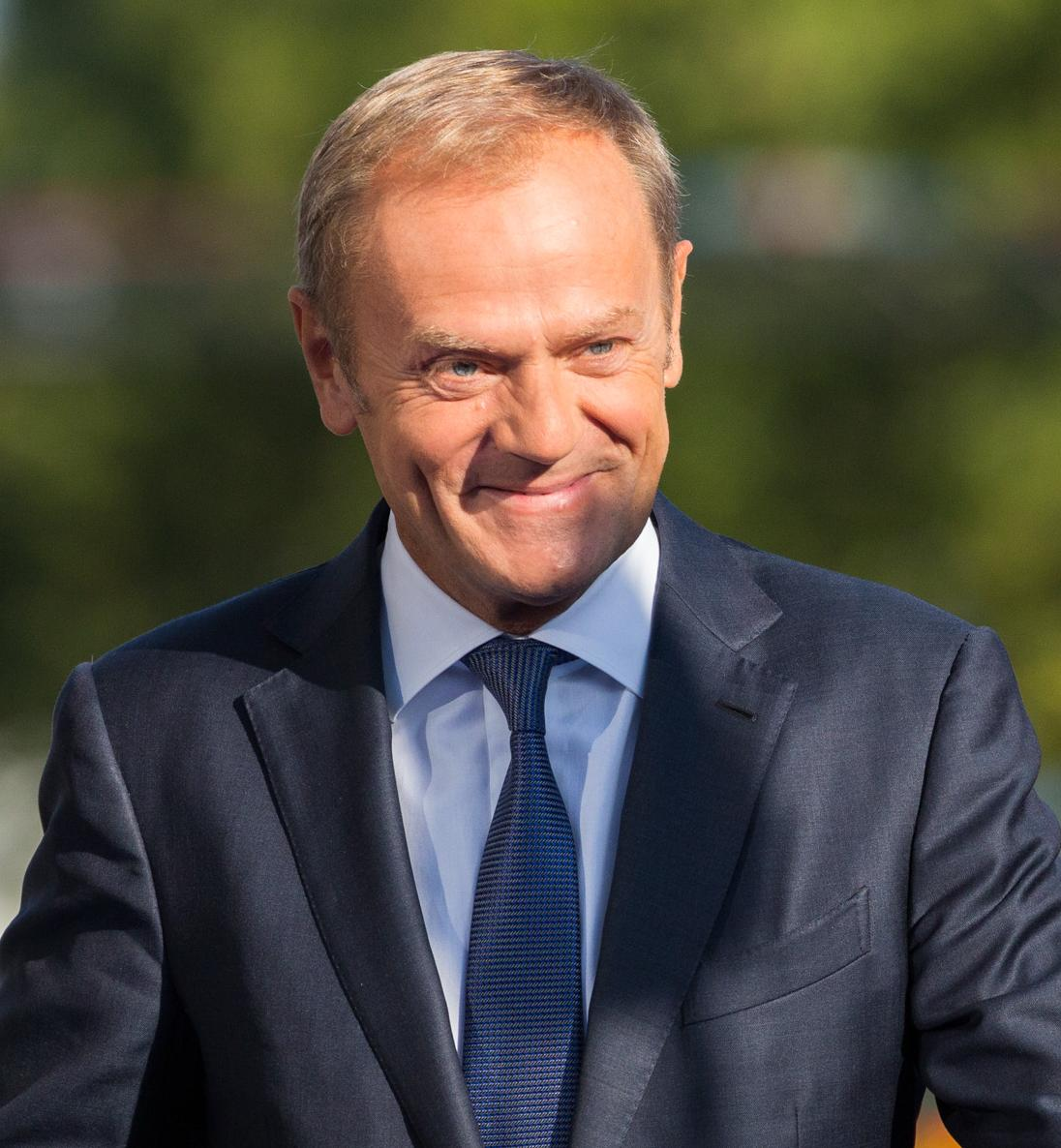
欧洲联盟 理事会主席唐納德·圖斯克
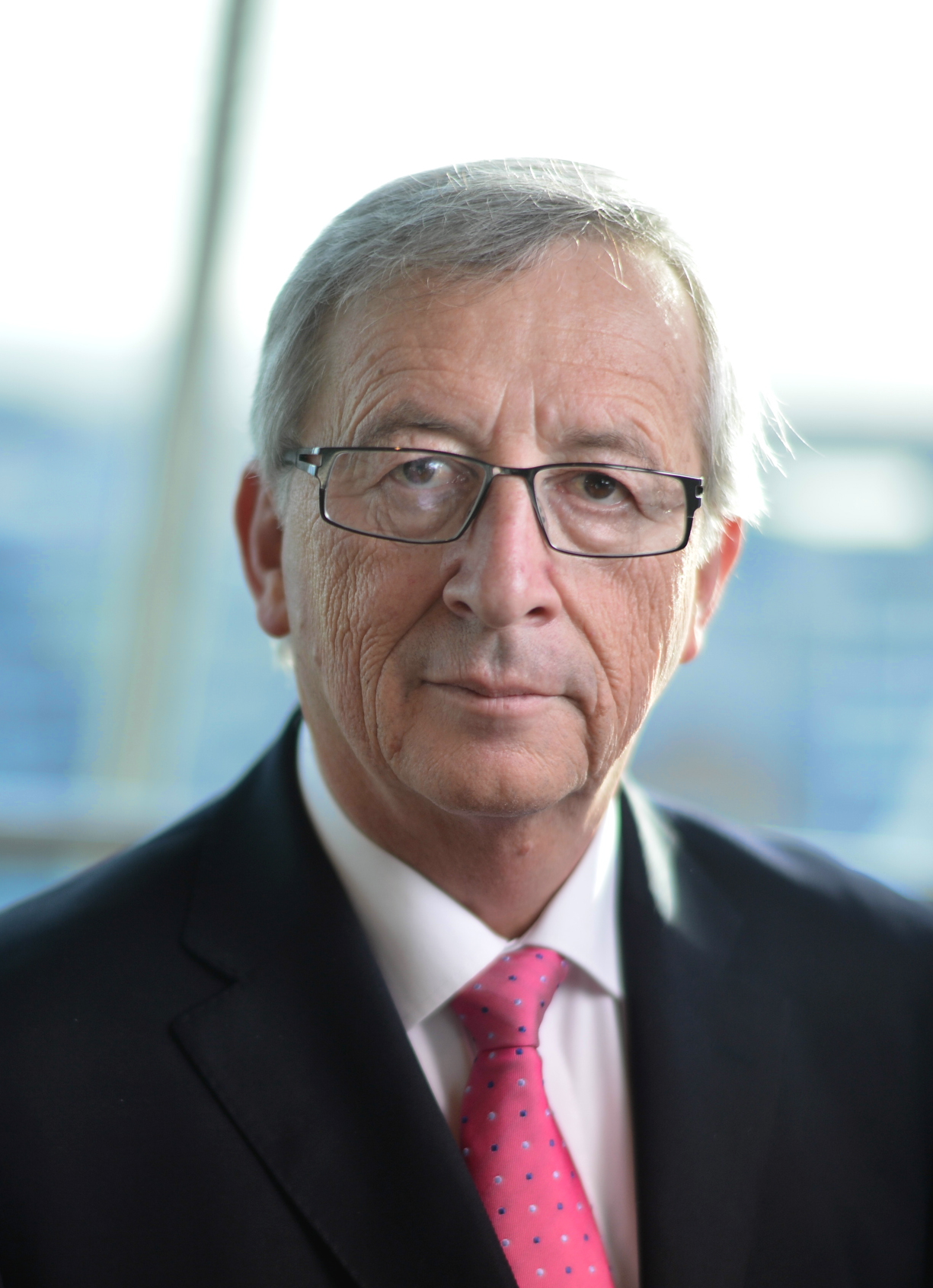
欧洲联盟 委员会主席让-克洛德·容克

| 七國集團 东道国和领导者以粗体显示的文本。 |            |                   |                  |
| 成員                                      | 成員       | 領導人            | 職務             |
| 加拿大                                    | 加拿大     | 贾斯汀·特鲁多     | 加拿大總理       |
| 法國                                      | 法國       | 埃马纽埃尔·马克龙 | 法國總統         |
| 德国                                      | 德國       | 安格拉·默克尔     | 德國總理         |
| 義大利                                    | 意大利     | 朱塞佩·孔特       | 意大利總理       |
| 日本                                      | 日本       | 安倍晉三          | 日本內閣總理大臣 |
| 英国                                      | 英國       | 特蕾莎·梅         | 英國首相         |
| 美国                                      | 美國       | 唐纳德·特朗普     | 美國總統         |
| 欧洲联盟                                  | 歐盟       | 让-克洛德·容克    | 歐盟委員會主席   |
| 欧洲联盟                                  | 歐盟       | 唐纳德·图斯克     | 歐洲理事會主席   |
| 嘉賓國                                    |            |                   |                  |
| 成員                                      | 成員       | 領導人            | 職務             |
| 阿根廷                                    | 阿根廷     | 毛里西奥·马克里   | 阿根廷總統       |
| 孟加拉国                                  | 孟加拉國   | 谢赫·哈西娜       | 孟加拉國總理     |
| 海地                                      | 海地       | 喬夫內爾·莫伊斯   | 海地總統         |
| 牙买加                                    | 牙買加     | 安德鲁·霍尼斯     | 牙買加總理       |
| 肯尼亚                                    | 肯尼亞     | 乌胡鲁·肯雅塔     | 肯尼亞總統       |
| 馬紹爾群島                                | 馬紹爾群島 | 希爾達·海妮       | 馬紹爾群島總統   |
| 挪威                                      | 挪威       | 埃尔娜·索尔伯格   | 挪威首相         |
| 卢旺达                                    | 盧旺達     | 保罗·卡加梅       | 盧旺達總統       |
| 塞内加尔                                  | 塞內加爾   | 麦基·萨勒         | 塞內加爾總統     |
| 塞舌尔                                    | 塞舌爾     | 丹尼·福爾         | 塞舌爾總統       |
| 南非                                      | 南非       | 西里爾·拉馬福薩   | 南非總統         |
| 越南                                      | 越南       | 阮春福            | 越南總理         |

- 加拿大
总理賈斯汀·杜魯多（东道主）
- 法国
总统埃马纽埃尔·马克龙
- 德国
總理安格拉·梅克爾
- 義大利
总理朱塞佩·孔特
- 日本
首相安倍晋三
- 美国
 美国总统唐納·川普

- 欧洲联盟
理事会主席唐納德·圖斯克
- 欧洲联盟
委员会主席让-克洛德·容克

## 花絮

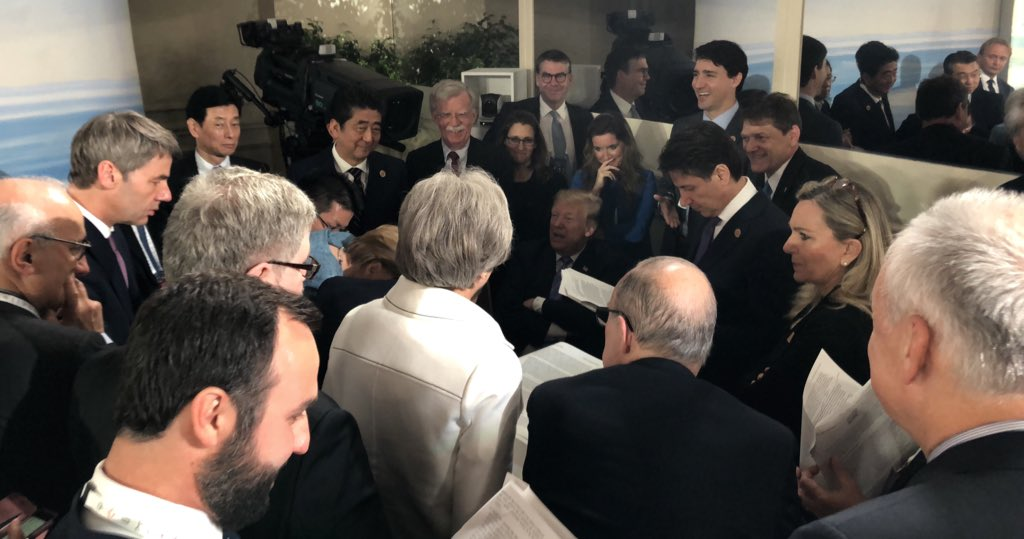
各国首脑和特朗普谈判。

法国政府和政治评论员称本届会议是“6+1集团峰会”，这是美国撤出联合全面行动计划及巴黎协定、猖獗的贸易保护主义和与法国总统埃马纽埃尔·马克龙及加拿大总理贾斯汀·特鲁多产生争执的结果。
特朗普提前离开会议，前往新加坡和朝鲜领导人金正恩举行首脑会议。途中，他发布推特指示美国代表不要签署会议公报，并批评特鲁多在会上新闻发布会上的声明，称他“不老实、懦弱”。
由于会议举办时间和上海合作组织青岛峰会相重合，中国官方媒体和网民有意识地将两场会议联系起来，其中多家官方媒体借各国领导人在青岛峰会上受到的礼遇，暗讽七国集团会议出现的分歧。